# ليرجيت 31
ليرجيت 31 (بالإنجليزية: Learjet 31)‏ هي نفاثة أعمال أنتجت في 1987. من صناعة ليارجيت. كان أول طيران لها في مايو 11, 1987. دخلت الخدمة في 1990.

## المستخدمون
- عسكرية
- ناسا